# Müllbahn Bruckhaufen

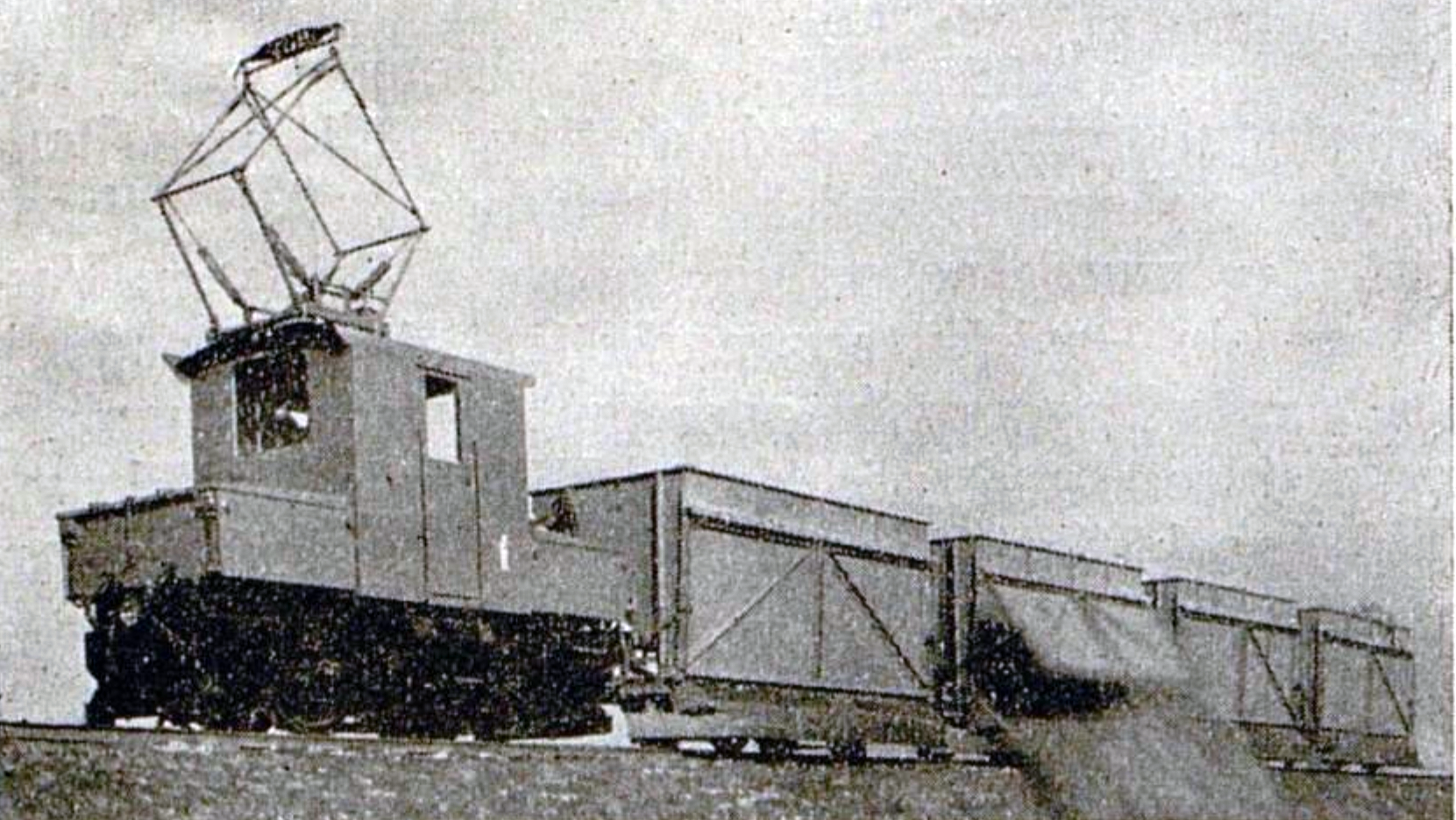
Zug der Müllbahn beim Entleeren (1937)

Die Müllbahn Bruckhaufen war eine der Müllabfuhr dienende, elektrisch betriebene Feldbahn auf der Mülldeponie am Bruckhaufen der Stadt Wien.

## Geschichte
Um 1936 war die Art der Deponierung des Hausmülls auf der Mülldeponie Bruckhaufen mittels Raupenschlepper und Anhängern zu kostenintensiv geworden, weshalb nach einem flexiblen und günstigeren Ersatz gesucht wurde. Die Österreichischen Siemens-Schuckert Werke schlugen die Errichtung einer in einem Rundkurs verlaufenden, elektrisch angetriebenen und erweiterbaren Feldbahn in Spurweite 760 mm vor. Im Sommer 1936 wurde die Bahnanlage schließlich errichtet, sie war Teil eines Arbeitsbeschaffungsprogrammes der Stadt Wien und kostete rund 700.000 Schilling. Im Herbst 1936 erfolgte die Betriebsaufnahme.
Das System erwies sich als geeignet, im Laufe ihres Bestehens wurde der Rundkurs gemäß der gestiegenen Müllschüttung mehrfach erweitert. Im Zweiten Weltkrieg wurde auch die Müllbahn in Mitleidenschaft gezogen, Lokomotive Nr. 3 wurde so schwer beschädigt, dass eine Wiederaufarbeitung unterblieb. 1946 war die Instandsetzung der beschädigten Bahnanlage abgeschlossen.
Ab 1947 war es den städtischen Müllautos möglich, direkt auf die Deponie zu fahren. Dadurch wurde das Ende der Müllbahn Bruckhaufen eingeleitet, der Betrieb wurde im Jahr 1952 eingestellt. Heute befindet sich auf dem Gelände der ehemaligen Mülldeponie der Donaupark mitsamt Donauturm, die Siedlung Bruckhaufen sowie die Auffahrt zur Brigittenauer Brücke. Einige ehemalige Betriebsgebäude sind heute noch erhalten und dienen nun dem Wiener Stadtgartenamt.

## Strecke und Betrieb

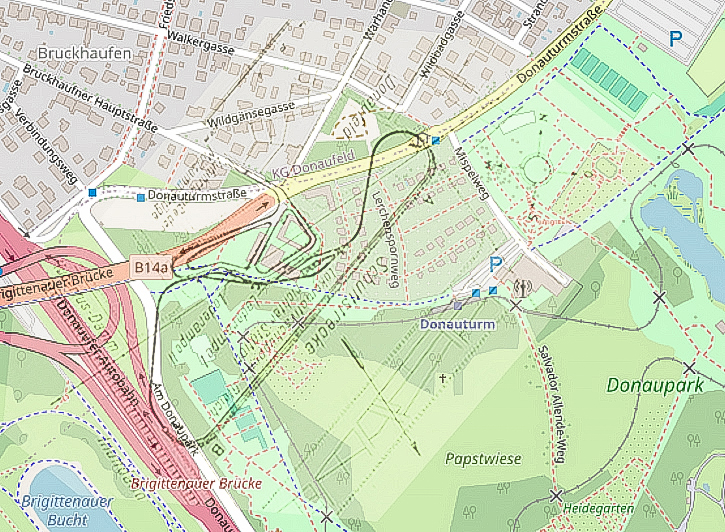
Lageplan (1937), Karte (2024)

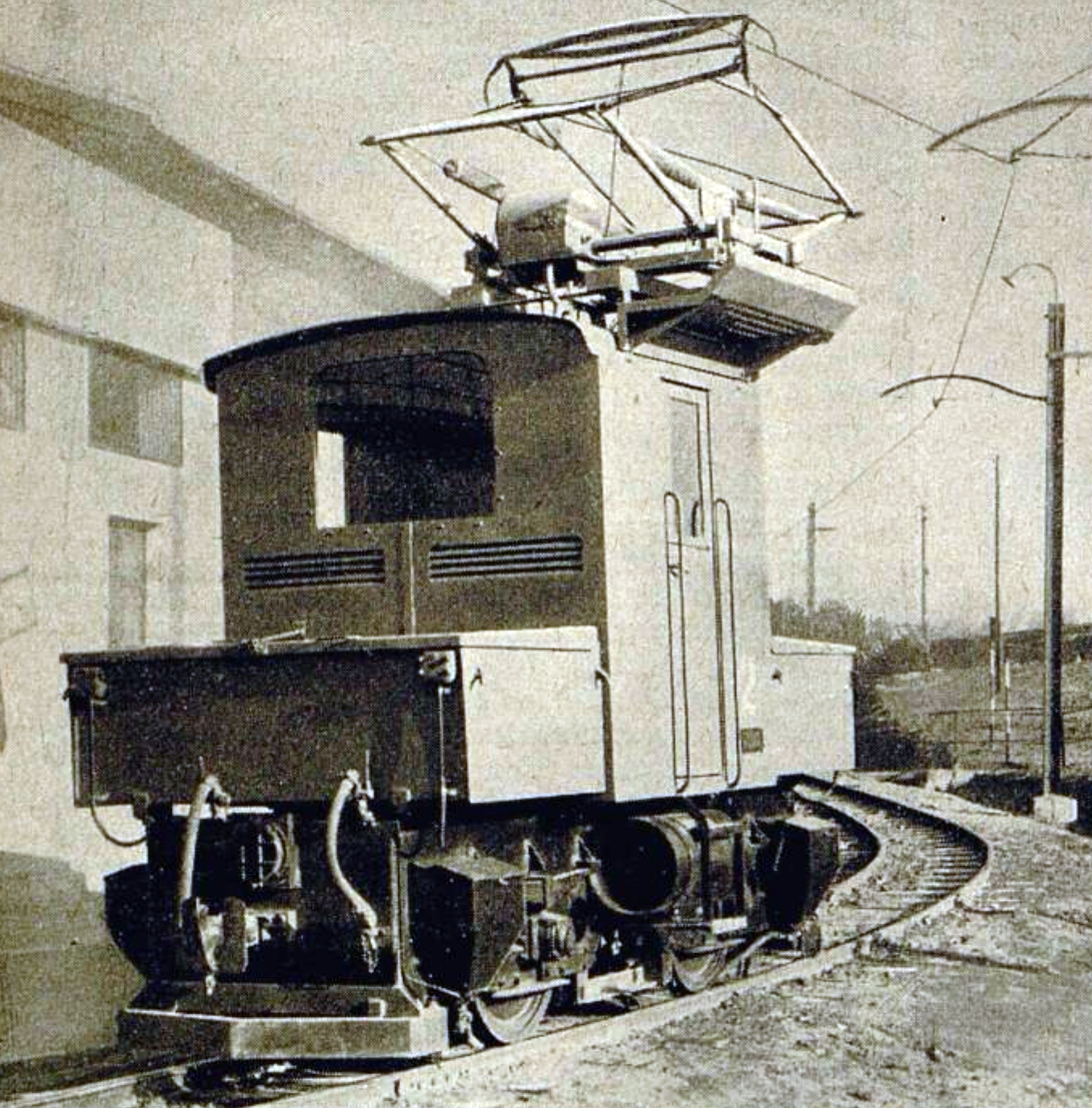
Lok 2 (1937)

Die Strecke war als Rundkurs von ursprünglich 450 m Streckenlänge ausgeführt und befand sich im nordwestlichen Bereich des heutigen Donauparks.
Es gab zwei erhöhte Laderampen, an denen die „Straßenzüge“ (= Müllwagen + Anhänger) den Müll in die darunter bereitstehenden, aus vier Waggons gebildeten Züge der Müllbahn entluden. Diese fuhren nun bis zur auf einem Schüttdamm von 4,7 m Höhe gelegenen Entladestelle, wo die auf einer Seite gelegenen Ladeklappen der Waggons geöffnet wurden und sich diese in langsamer Fahrt entluden. Arbeiter am Fuß des Dammes verteilten den geschütteten Müll anschließend gleichmäßig. Nach dem Entleeren fuhr der Zug zu den Laderampen zurück. Für einen solchen Umlauf wurde zu Beginn ca. 6 Minuten benötigt, täglich wurden rund 20 Fahrten abgewickelt. War eine Schüttung beendet und ein Bereich aufgefüllt, so musste das Schüttgleis verlegt werden. Es wurde nun am Ende des Schüttbereiches ein neuer Damm von 6 bis 7 Meter Kronenbreite errichtet, auf welchen das Gleis verlegt wurde. Um den laufenden Betrieb nicht zu stören, geschah dies stets an den betriebsfreien Wochenenden.
Der Oberbau bestand aus Vignolschienen mit einem Metergewicht von 20–22 kg, welche auf Holzschwellen mit 75 cm Abstand montiert waren. Der geringe Abstand der Schwellen ermöglichte, auch mit den verhältnismäßig schweren Zügen (rund 30 Tonnen Gesamtgewicht) auf frisch geschütteten Dämmen zu fahren. Die Steigungen bzw. Gefälle an den Rampen auf die Schüttdämme betrugen bis zu 26 ‰. Der größte Kurvenradius auf der Strecke wurde mit 40 m angegeben.
Die Stromversorgung erfolgte durch zwei Quecksilberdampfgleichrichter über eine einfache Kupferdraht-Fahrleitung von 50 mm² Querschnitt, welche an Holzmasten mittels Ausleger und Querdrähten aufgehängt war. Der Strom wurde aus dem städtischen Drehstromnetz bezogen. Eine Besonderheit war der hybride Betrieb: Um nicht ständig die Fahrleitung erweitern und justieren zu müssen, waren die Lokomotiven zusätzlich mit einer Stromversorgung mittels Akkumulatoren ausgerüstet. Im Bereich der Laderampen und der Zu- und Abfahrten zu den Schüttungen war die Fahrleitung verlegt, deren Höhe allmählich von 4600 auf 5300 mm anstieg und damit über eine Kontaktwalze einen automatischen Umschalter auslöste, so dass die Lokomotive im Bereich der nicht mit Fahrleitung versehenen Schüttdämme im Akkubetrieb fuhren. Bei der Rückkehr wurde der Stromabnehmer von der allmählich sinkenden Fahrleitung wieder „eingeleitet“, so dass wieder auf Oberleitungsbetrieb umgeschaltet wurde. Die Ladung der Akkus erfolgte während der Fahrt unter Fahrdraht, die Umschaltung geschah ohne Zugkraftverluste. Die Oberleitung war nicht in Gleismitte, sondern aus Sicherheitsgründen an den Laderampen um 650 mm nach außen versetzt. Dort, wo die Strecke in die Schüttrampe einbog, war die Fahrleitung weitere 60 m geradeaus weiter gespannt, was den Weiterbau der Bahn bei Versetzung des Schüttdammes erleichterte. Die Fahrdrahtspannung betrug 500 V Gleichstrom, die der Akkumulatoren 360 V.
Mehrmals war eine Erweiterung des Rundkurses notwendig, so dass die Streckenlänge 1940 bereits 1,5 Kilometer und zuletzt ca. 1, 8 Kilometer betrug. Das Betriebszentrum befand sich bei den Laderampen an der heutigen Donauturmstraße, hier waren zwei Ausweichen, Abstellgleise sowie die Gleichrichterstation und eine zweigleisige hölzerne Lokomotivremise vorhanden.

## Fahrzeuge

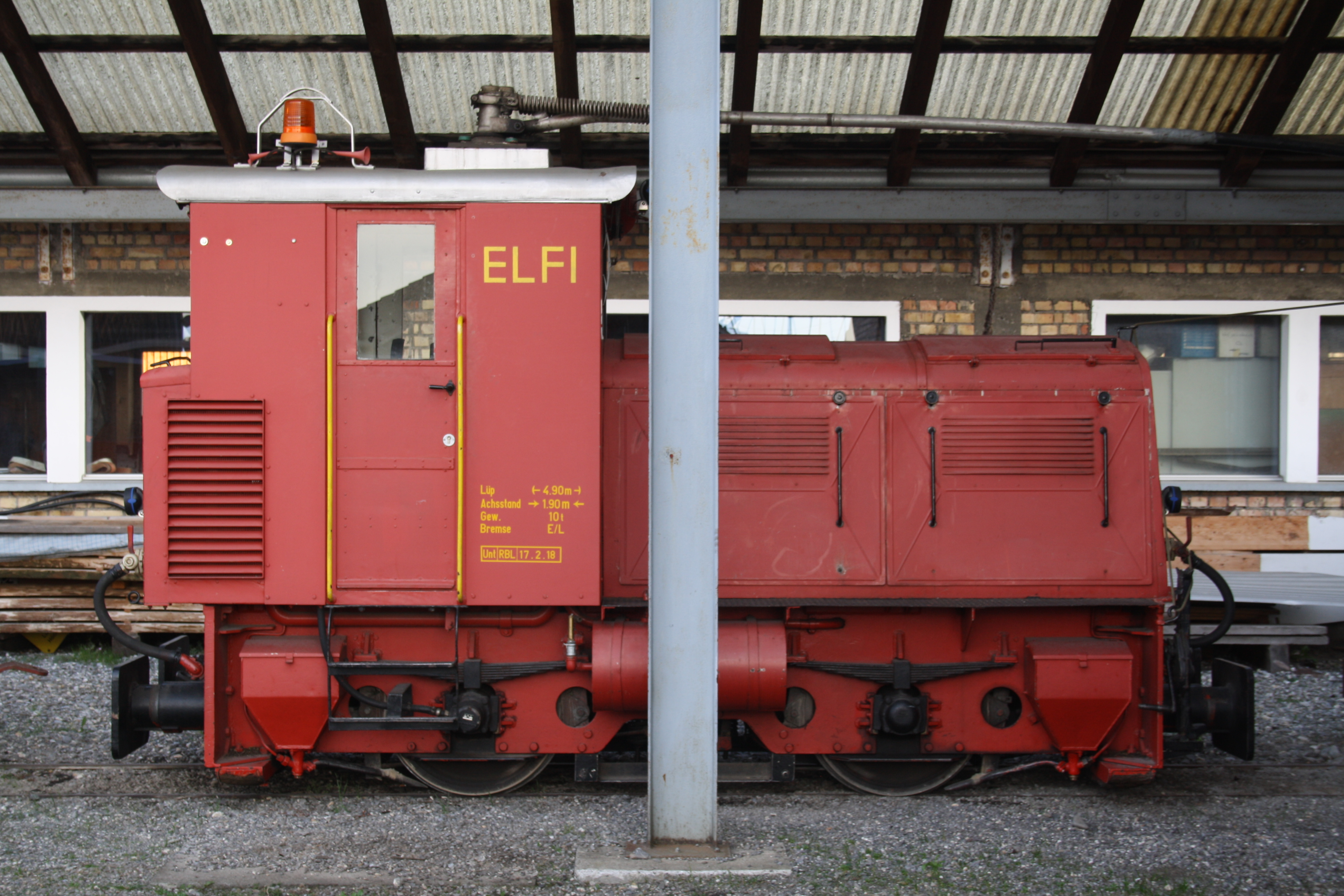
Lok "Elfi" der IRR entstand auf einem Untergestell einer ehemaligen Müllbahn-Lok

ÖSSW lieferte zur Betriebsaufnahme vier zweiachsige Elektrolokomotiven mit einer Gesamtlänge von 4700 mm bei einem Achsstand von 1850 mm. Der Rahmen war vollständig geschweißt, der Lokkasten mit dem abnehmbaren Führerhaus bestand aus einer genieteten Stahlkonstruktion. Das Dienstgewicht der Lokomotiven betrug 9,4 Tonnen, der Durchmesser der Treibräder 800 mm. Der Antrieb erfolgte über je einen 23 kW starken Tatzlagermotor pro Achse, dies ermöglichte eine Höchstgeschwindigkeit von 15 km/h bei einer Stundenzugkraft von 1050 kg. Der kleinste befahrbare Kurvenradius betrug 20 m. Gesteuert wurden die Lokomotiven über einen sechsstufigen Fahrschalter. Gebremst wurde mittels einer direkt wirkenden Druckluftbremse für Lok und Wagenzug sowie einer elektrischen Widerstandsbremse. Die Maschinen besaßen Druckluft-Sandstreuer Bauart Hardy-Körting sowie eine Dreiklang-Signalpfeife. Der Scherenstromabnehmer trug eine 90 cm breite Fischer-Schleifpalette. Loks und Waggons besaßen eine automatische Mittelpufferkupplung.
Aus Mangel an Erfahrung wurden zu Beginn unterschiedliche Akku-Bauarten erprobt, mit Bleizellen konnte ein Speichervermögen von 94 Amperestunden bei fünfstündiger Entladung und mit NIFE-Zellen ein Speichervermögen von 60 Ah bei vierstündiger Entladung erreicht werden. Bei vollständig geladenen Akkus konnte im Falle einer Fahrleitungsstörung auch rein im Akkubetrieb zurück ins Depot gefahren werden. Die Akkus lieferte die Akkumulatoren Fabriks AG (AFA) in Wien.
An Waggons standen insgesamt 12 zweiachsige sogenannte Einseit-Entleerer mit einem Fassungsraum von 6 m³ bei einem Gesamtgewicht von rund 3000 kg zur Verfügung. Sie besaßen einen eisernen Rahmen, auf welchem ein Kasten mit dreieckigem Querschnitt (Bodenneigung 42 Grad) aufgesetzt war. Mittels eines einfachen Hebelmechanismus konnte die über die ganze Wagenseite reichende Ladeklappe geöffnet werden, so dass der Müll bedingt durch den Querschnitt des Wagens von selbst rasch hinaus rutschte.
Die Fahrzeuge wurden nach der Betriebseinstellung der Bahn verkauft bzw. verschrottet. Die Zweikraftlok „Elfi“ der Rheinregulierungsbahn wurde 1958 von der Firma GEBUS aus einer Elektrolok der Müllbahn umgebaut und existiert noch heute. Zwei umgebaute Fahrzeuguntergestelle ehemaliger Waggons existieren ebenfalls noch bei der Lokalbahn Mixnitz–St. Erhard sowie im Eisenbahnmuseum Schwechat.